# Морейра, Лижжер
Лижжер Морейра Малакуйас (порт. Ligger Moreira Malaquias, 18 мая 1988, Санту-Амару, Бразилия) — бразильский футболист, центральный защитник бразильского клуба «Оэсте».

## Карьера
В Бразилии Лижжер играл за клубы «Гуарани», «Сианорти» и «Оэсте». В июне на правах аренды подписал контракт с тираспольским «Шерифом», соглашение рассчитано на полгода с правом выкупа. В декабре футболист покинул тираспольский клуб, всего за «жёлто-чёрных» он отыграл шестнадцать матчей, четыре из которых в европейских кубках.